# Mount Naab
Mount Naab ist ein 1710 m hoher Berg im ostantarktischen Viktorialand. In der Convoy Range ragt er am nordöstlichen Ende des Eastwind Ridge auf.
Der United States Geological Survey kartierte ihn anhand eigener Vermessungen und Luftaufnahmen der United States Navy. Das Advisory Committee on Antarctic Names benannte ihn 1965 nach Joseph William Naab Jr. (1913–1980) von der United States Coast Guard, Kapitän der USCGC Eastwind von 1961 bis 1962.